# 사랑해...
〈사랑해...〉(일본어: 愛してる... 아이시테루[*])는 코마츠 미호의 열다섯 번째 싱글이다.

## 개요
- 연인에 대한 애정을 전하고 싶은 기분을 테마로 노래가 제작됐다. 이 작품에서 풀사이즈의 프로모션 비디오가 제작되고 있다.

## 수록곡
1. 사랑해...(愛してる...)
  - 작사 · 작곡: 코마츠 미호, 편곡: 오가 요시노부
2. 발버둥질(足掻き)
  - 작사 · 작곡: 코마츠 미호, 편곡: 오가 요시노부
3. 사랑해... (inlaid with love mix)
  - 리믹스: 오가 요시노부
4. 사랑해... (instrumental)
5. 발버둥질 (instrumental)